# Bocskai Debrecen
Bocskai Debrecen was een Hongaarse voetbalclub uit Debrecen, die in 1926 werd opgericht en veertien jaar later ophield te bestaan.

## Geschiedenis
Na een tweede plaats in 1927 in de tweede klasse promoveerde de club voor het eerst naar de hoogste klasse. Na een voorlaatste plaats in 1928 werd de club het volgende seizoen vierde. In 1930 werd de vijfde plaats bereikt en het seizoen werd bekroond met een bekeroverwinning. Bocskai versloeg Bástya Szeged in de finale met 5-1. Hierdoor plaatste de club zich voor de Mitropacup maar was geen maat voor het Oostenrijkse Vienna. Met twee opeenvolgende vierde plaatsen bleef de club een subtopper. In 1934 werd de club zelfs derde wat opnieuw een Mitropa-ticket opleverde. De club verloor in Italië van AGC Bologna en kon thuis winnen, maar omdat Bologna in Debrecen had gescoord ging de Italiaanse club door naar de volgende ronde.
De volgende jaren belandde de club in de middenmoot met een zesde plaats als beste notering. Hoewel de club in 1940 nog tiende werd op veertien clubs nam Bocskai niet meer deel aan de volgende kampioenschappen wegens financiële problemen. Later werd Debreceni VSC de topclub van de stad.

## Erelijst
- Beker van Hongarije

1930

## Bocskai in Europa
- 1/8 = achtste finale
- 1/4 = kwartfinale

| Seizoen | Competitie | Ronde | Land                | Club            | Score    |
| ------- | ---------- | ----- | ------------------- | --------------- | -------- |
| 1931    | Mitropacup | 1/4   | Vlag van Oostenrijk | First Vienna FC | 0-3, 0-4 |
| 1934    | Mitropacup | 1/8   | Vlag van Italië     | AGC Bologna     | 0-2, 2-1 |